# 오노하라정
오노하라정(일본어: 大野原町)은 일본 가가와현에 존재했던 정이며, 가가와군에 속했다. 2005년 10월 11일에, 간온지시, 도요하마정과 대등합병에 의해 간온지시가 되어 소멸하였다.

## 지리
가가와현의 서남부에 위치하며 사누키 산맥을 사이에 두고 에히메현, 도쿠시마현과 접하고 있다.

## 역사
- 1955년 2월 11일 - 미토요군 오노하라촌, 고고촌, 하기하라촌이 합병해 탄생하였다.
- 1955년 4월 10일 - 기이촌의 대부분을 편입하였다.
- 2005년 10월 11일 - 간온지시, 도요하마정과 대등합병해 간온지시가 되어 소멸하였다.

## 교통

### 철도
- 시코쿠 여객철도 요산선

### 도로
- 다카마쓰 자동차도(일본어판)
- 국도 제11호선
- 국도 제377호선 (일본)(일본어판)

## 참고 문헌
- 角川日本地名大辞典編纂委員会, 『角川日本地名大辞典 43 香川県』, 1985, 角川書店